# NGC 1232

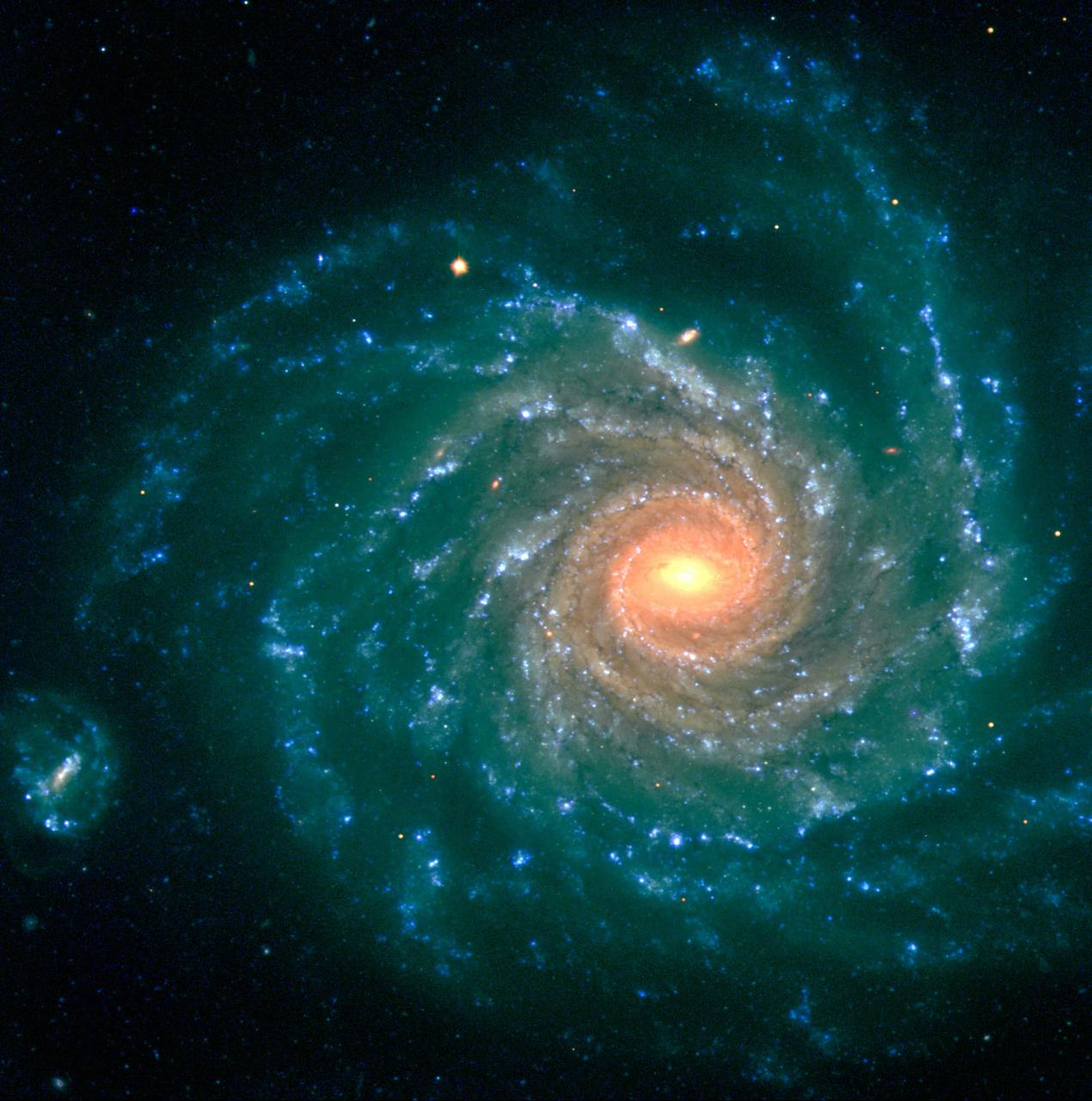
NGC 1232

NGC 1232 este o galaxie spirală intermediară din constelația Eridanul, aflată la o distanță de aproximativ 60 de milioane de ani-lumină de Pământ. 
NGC 1232, împreună cu satelitul său, fac parte din roiul de galaxii Eridanul, din care mai face parte și NGC 1300.